# Cây ăn quả

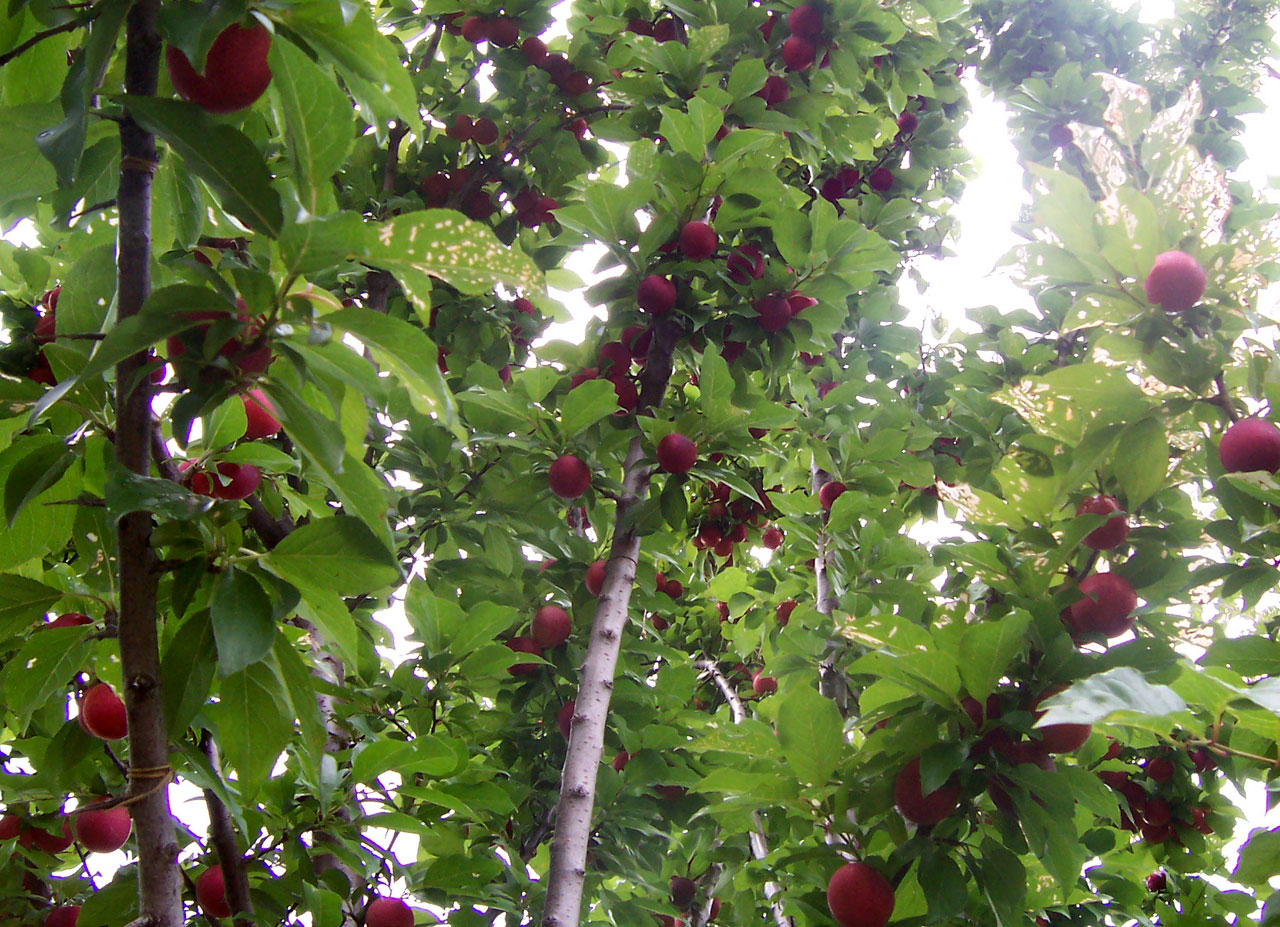
Cây mận

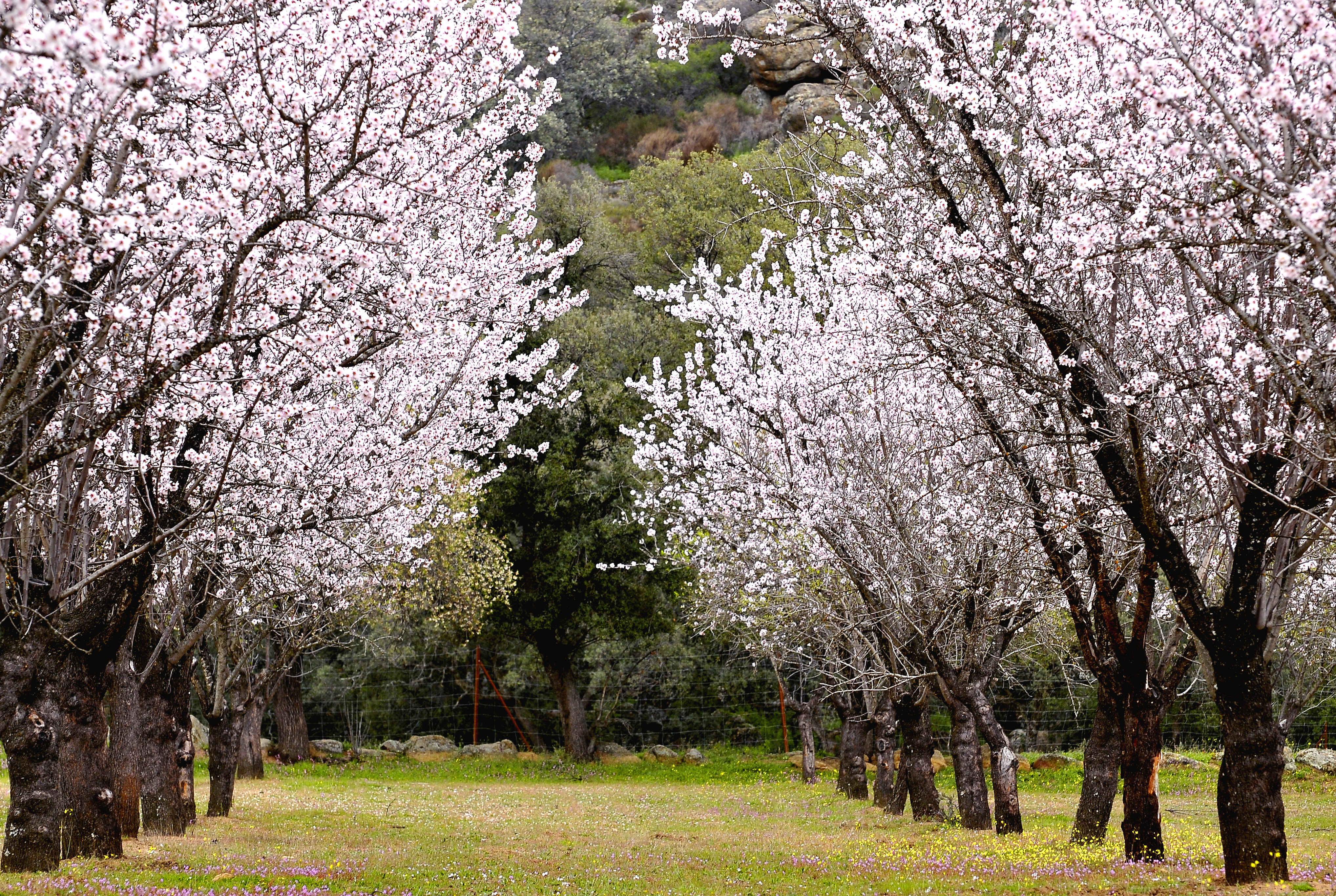
Cây hạnh đào đang ra hoa

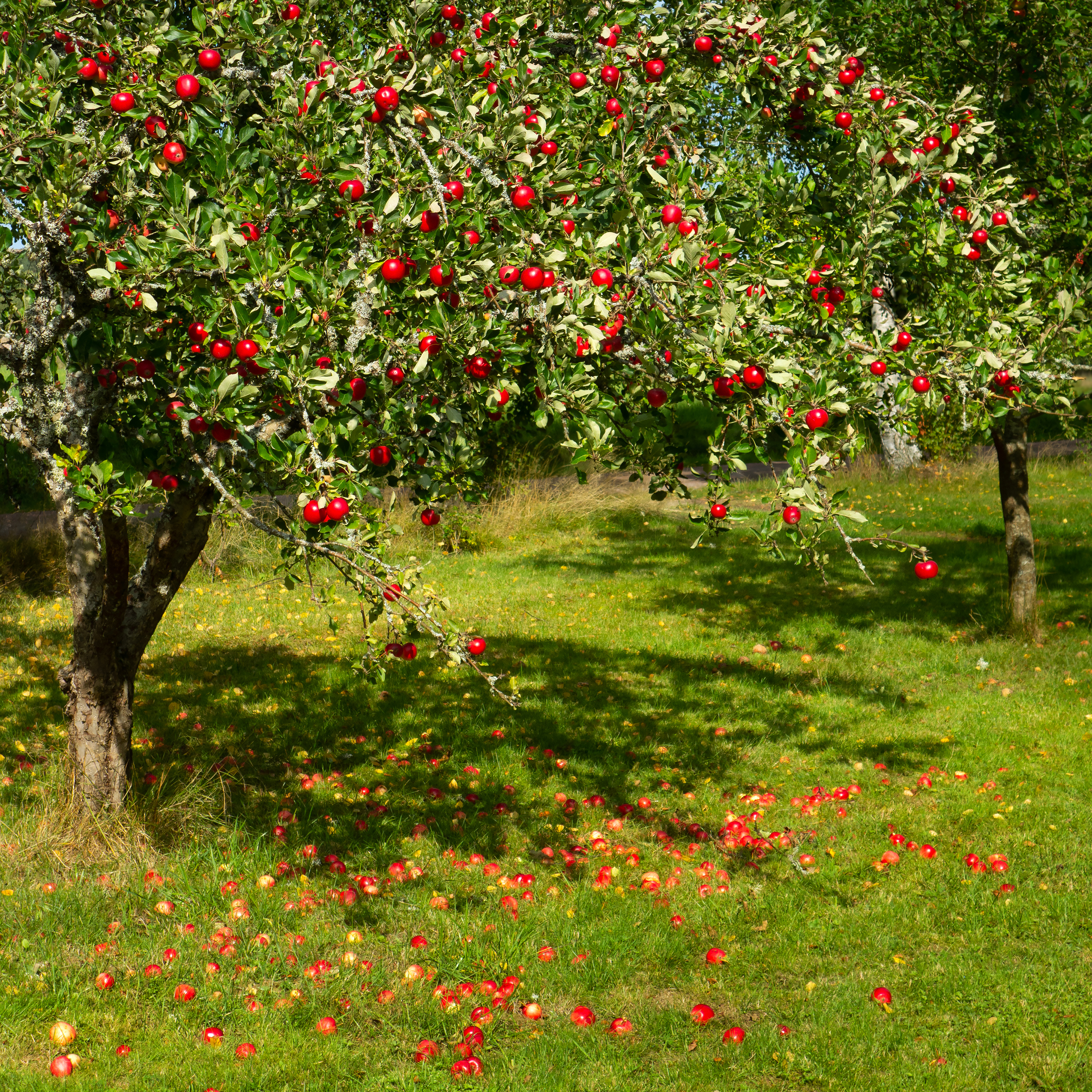
Cây táo tây và quả táo

Cây ăn quả (Nam Bộ gọi là cây ăn trái) là các loại cây trồng hoặc quả rừng mà trái cây được dùng làm thức ăn riêng biệt hoặc ăn kèm. So với cây lương thực là nguồn cung cấp chính về năng lượng và chất bột cacbohydrat trong khẩu phần thức ăn thì cây ăn quả là nguồn dinh dưỡng quý cho con người về chất khoáng, đặc biệt nhiều vitamin, nhất là các vitamin A và vitamin C rất cần cho cơ thể con người. Tùy theo nguồn gốc, xuất xứ và vùng sinh thái mà có thể chia ra cây ăn quả nhiệt đới, cây ăn quả cận nhiệt đới, cây ăn quả ôn đới,...

## Những loại cây ăn quả chính của thế giới
Những loại cây ăn quả chính của thế giới xếp theo thứ tự sản lượng là: 
- Chi Cam chanh, gồm:
  - cam Citrus sinensis (L.) Osb.,
  - quýt Citrus reticulata Blco.
  - bưởi Citrus grandis (L.) Osb. var. grandis, Citrus maxima Merr.;
  - chanh vàng Citrus limon (L.) Burm.f.,
  - chanh thường Citrus aurantifolia (Christm. & Panz.) Sw.,
  - quất Citrofortunella microcarpa (Bunge) Wijnands = C. mitis Blco, Loài lai có tên: X Citrofortunella mitis J. Ingram & H. E. Moore;
  - kim quất Fortunella spp. Fortunella crassifolia Sw.,;
  - thanh yên Citrus medica L. subsp. bajoura
  - chanh sác Citrus hystrix DC.;
  - cam đắng Citrus aurantium L. dùng làm gốc ghép, nhưng cảnh giác vì nó dễ nhiễm bệnh Tristeza;
  - cam ba lá Poncirus trifoliatus (L.) Raf.: làm gốc ghép;
  - bưởi chùm Citrus paradisi  Macf.,
- chuối (Musa spp., có hai nhóm chuối ăn quả tươi và chuối bột (Musa × paradisiaca),
- nho (Vitis vinifera L.,),
- táo
  - táo tây Malus pumila Mill.= Pyrus malus L. = Malus communis DC.
  - táo ta Zizyphus mauritiana Lamk.
- hồng (Diospyros kaki),
- Xoài (Mangiferra indica),
- Đào (Prunus persica (L.) Batsch.),
- dứa (thơm, khóm, Ananas comosus (L.) Merr.),
- mận hậu (Prunus salicina Lindl),
- mơ ta (Prunus mume)
- mơ tây (Prunus armeniaca L.)
- lê (Pyrus pyrifolia (Burm.f.)),
- đu đủ (Carica papaya L.,),
- dâu tây (Fragaria vesca L.),
- bơ (Persea americana Mill.,),
- chà là (Phoenix dactylifera L.),
- dừa (Cocos nucifera L.)
- hạnh đào (Prunus dulcis Mill.)

## Sản lượng một số loại quả trên thế giới
Bảng sau đây chỉ ra sản lượng mỗi năm của các loại cây ăn quả chính có sản lượng lớn vào các năm 1961, 2005 và 2006, sắp xếp theo sản lượng năm 2006.
| Cây           | 2006 (1000Mt) | 2005 (1000Mt) | 1961 (1000Mt) | Ghi chú |
| ------------- | ------------- | ------------- | ------------- | --- |
| Chi Cam chanh |               | 109.813,55    |               | Quả có múi trồng rộng khắp thế giới tại châu Á, Bắc Mỹ, Nam Mỹ, châu Âu, châu Phi, châu Úc.                                                             |
| Chuối         |               | 68.340,74     |               | Trồng nhiều nhất tại Ấn Độ (chiếm 24%), Ecuador (chiếm 9%) và Brasil (9%)và Philippines (chiếm 8% sản lượng chuối toàn cầu)                             |
| Nho           |               | 66.887,17     |               | Trồng phổ biến tại vùng Địa Trung Hải, Pháp và các nước trung tâm châu Âu, Hoa Kỳ,. Ở Việt Nam, nho là cây ăn quả đặc sản của tỉnh Ninh Thuận           |
| Táo tây       |               | 62.463,09     |               | Được trồng rộng khắp thế giới tại những vùng ôn đới và cận nhiệt đới châu Á, Bắc Mỹ,châu Âu,...                                                         |
| Hồng          |               | 47.545,74     |               | Cây trồng phổ biến tại các nước Trung Quốc, Nhật Bản,Ấn Độ, Myanma, thích hợp vùng ôn đới và cận nhiệt đới.                                             |
| Chuối bột     |               | 33.433,22     |               | Chuối bột được trồng như là cây lương thực tại Nigeria và nhiều nước châu Phi                                                                           |
| Xoài          |               | 29.491,43     |               | Xoài hiện được trồng chủ yếu tại sáu nước theo thứ tự sản lượng là Ấn Độ, Trung Quốc, Thái Lan, Indohesia, Philippines và Việt Nam                      |
| Lê            |               | 19.805,79     |               | Quan trọng tại Trung Quốc Nhật Bản, Hàn Quốc, Bắc Triều Tiên, thích hợp vùng khí hậu lạnh.                                                              |
| Đào           |               | 17.840,51     |               | Quan trọng tại Trung Quốc Nhật Bản, Hàn Quốc, Bắc Triều Tiên, thích hợp vùng khí hậu lạnh.                                                              |
| Dứa           |               | 17.692,31     |               | Nguồn gốc ở Tây Bắc và Đông Bắc Brasil, Colombia, Guyana và Venezuela. Sự sản xuất chủ yếu tại các nước Thái Lan, Philippine, Việt Nam, Malaysia        |
| Mận           |               | 9.284,33      |               | Quan trọng tại Trung Quốc Nhật Bản, Hàn Quốc, Bắc Triều Tiên, thích hợp vùng khí hậu lạnh. Ở Việt Nam trồng tại Đà Lạt và một số tỉnh vùng cao phía Bắc |

## Cây ăn quả tại các nước châu Á
Đông Nam Á là một trung tâm quan trọng hàng đầu về sự đa dạng cây ăn quả. Trong số hơn 12.000 loài thực vật của vùng này thì có nhiều loài cho quả ăn được (Phạm Hoàng Hộ, 1993). Theo ước lượng của Roberto E. Coronel (1994) thì có trên 400 loài cây ăn quả đang được trồng tại vùng này, trong đó 90% là cây thân gỗ, 10% là cây thân thảo. Cây ăn quả thân gỗ bản địa khoảng trên 227 loài, còn lại là được di thực từ nơi khác đến và trồng thành công như đu đủ, dứa, ổi, sapôchê, mãng cầu,...
Những loại cây ăn quả chính yếu, truyền thống (major fruits) tại các nước châu Á và Việt Nam theo tài liệu của Tôn Thất Trình (1995), Vũ Công Hậu (1996, 1990, 1987, 1982), Trần Thế Tục chủ biên (2000, 1998, 1997, 1996, 1995), Trần Thượng Tuấn chủ biên (1994), Nguyễn Văn Kế chủ biên (2005, 2003, 2001, 2000, 1999, 1997) thì phổ biến là: xoài, chuối, cam quýt bưởi, dứa, điều, dừa.
Những loại cây ăn quả "đặc sản" (minor fruits) của vùng Đông Nam Á có

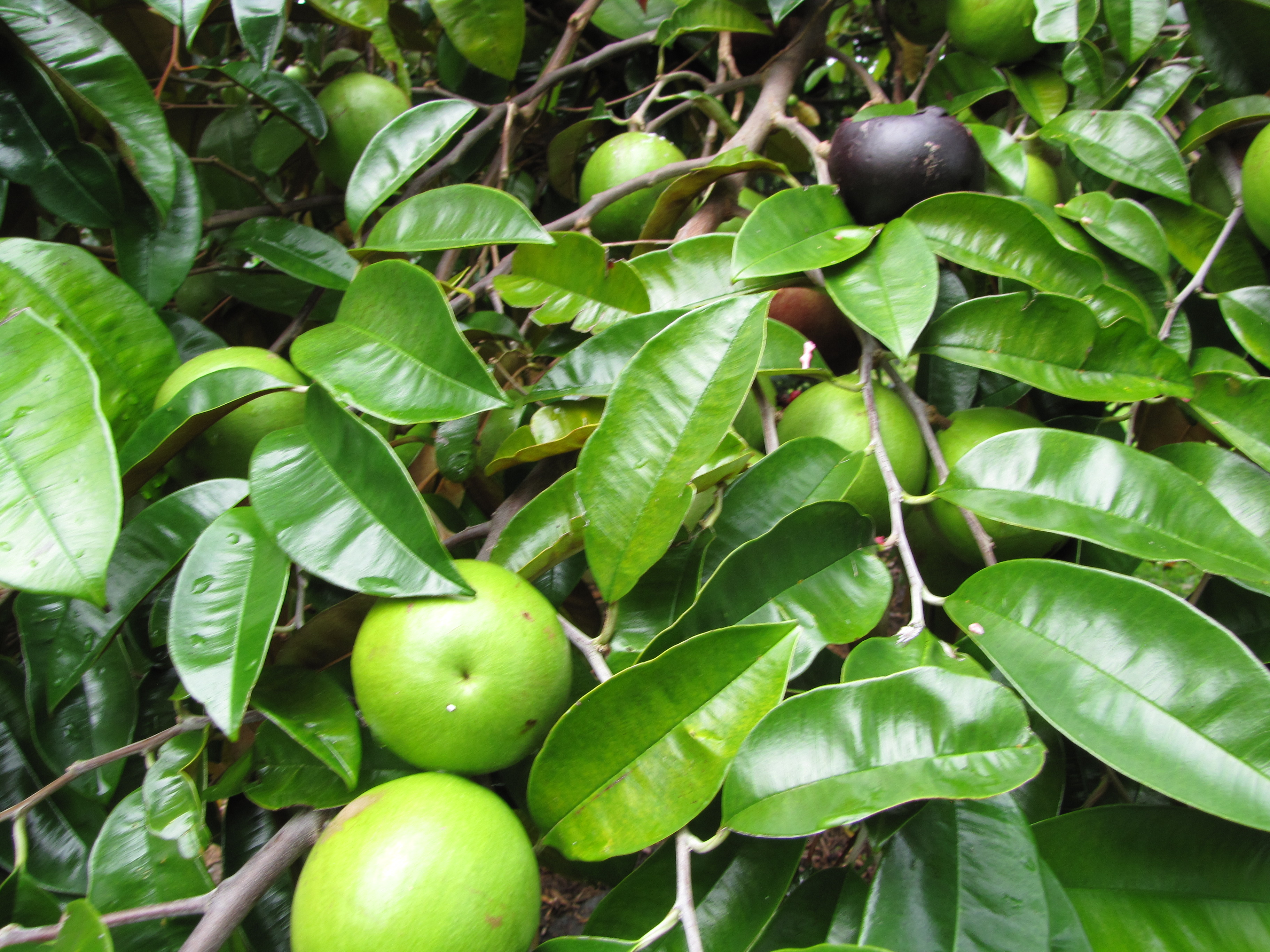
Vú sữa

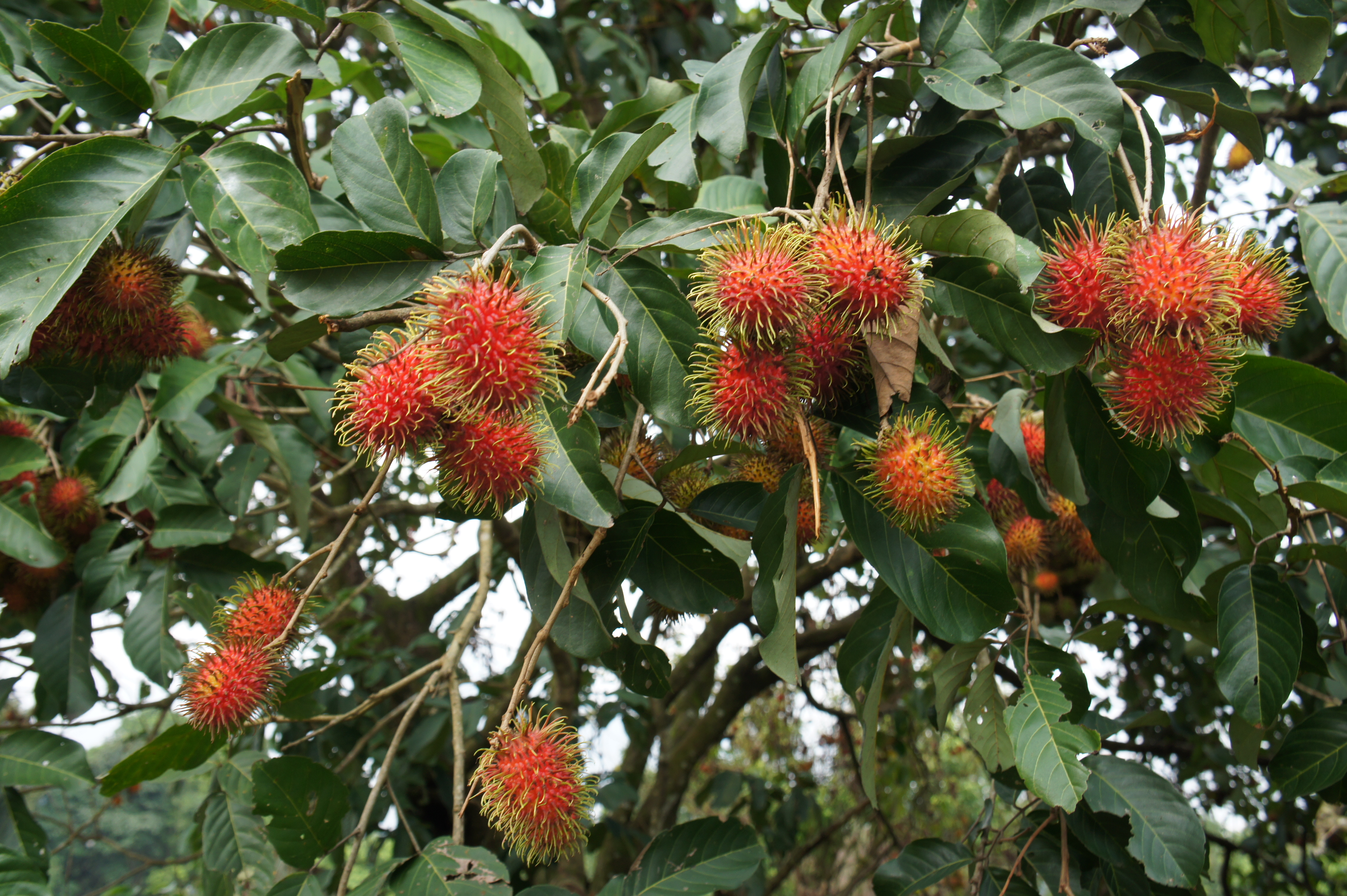
Chôm chôm

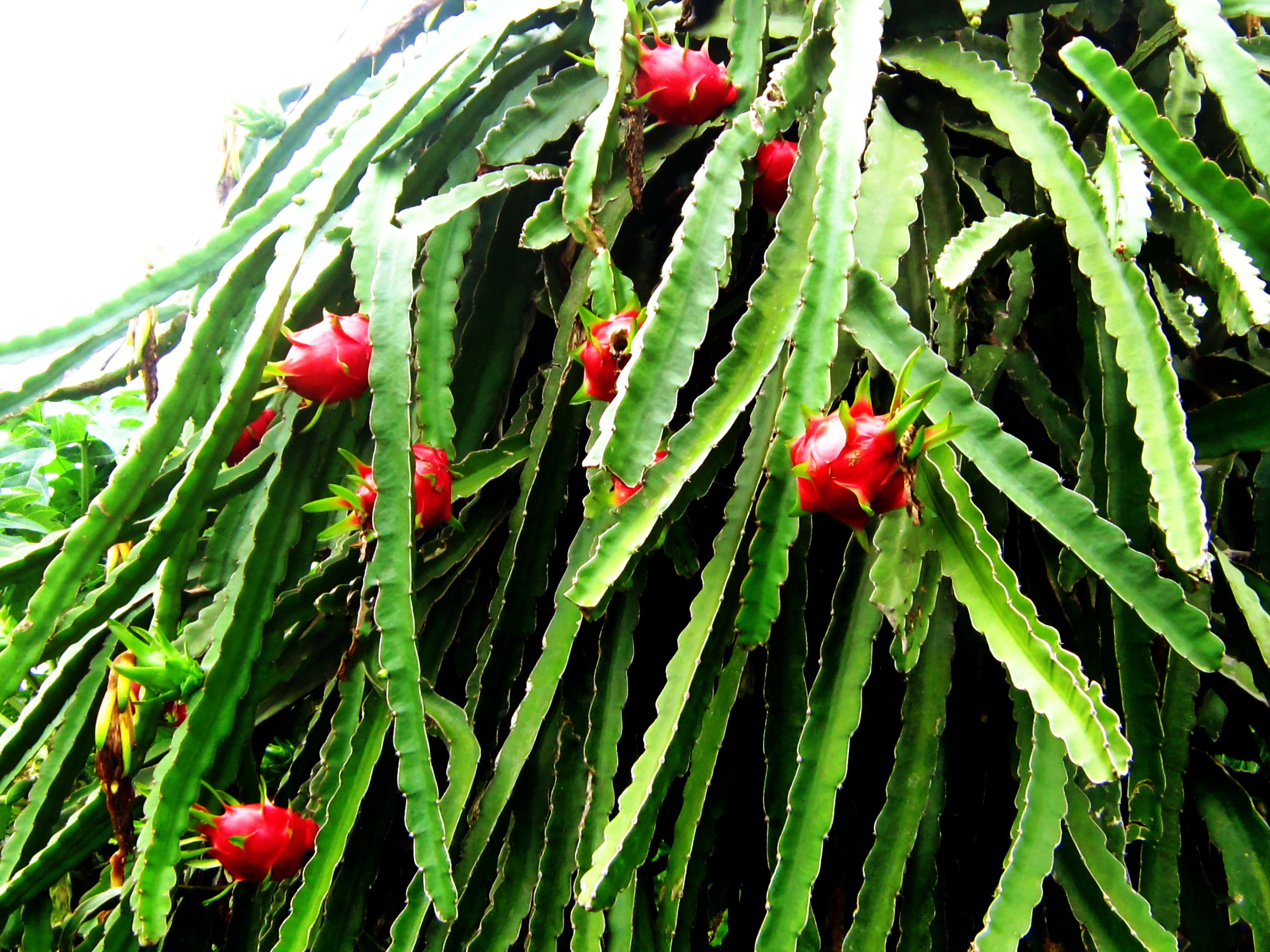
Thanh long

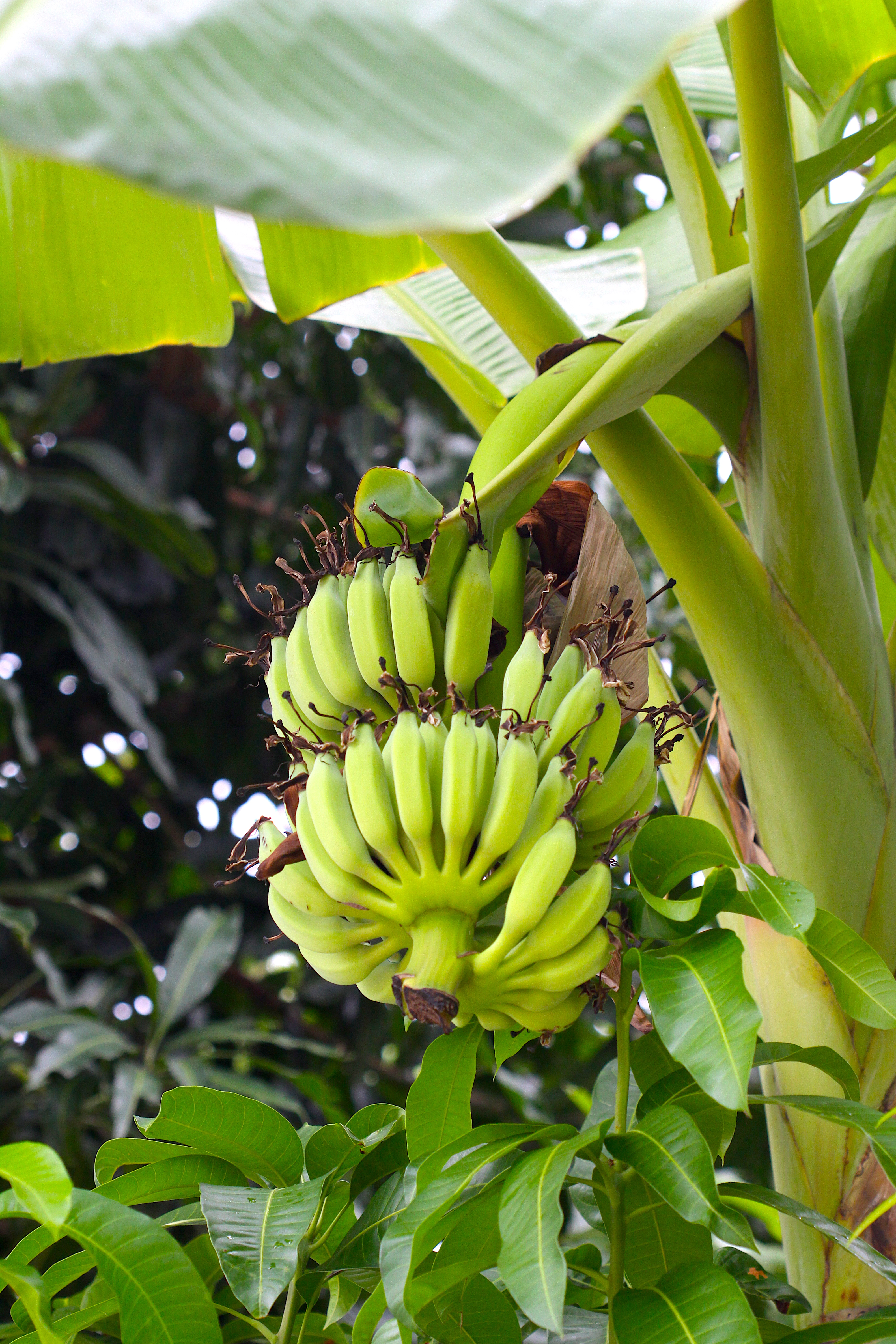
Chuối

- nhãn (Dimocarpus longan Lour.= Euphoria longana L. Steud., longan),
- vải (Litchi chinensis Sonn. = Nephelium litchi Cambess, Litchi, Lychee, Lichee),
- mãng cầu (mãng cầu ta = cây na Annona squamosus L. Sweetsop, Sugar apple;
- mãng cầu xiêm: Annona muricata L., Soursop, Guayabano),,
- hồng (Diospyros kaki L.f., Japanese persimmon, Kaki, oriental persimmon),
- sầu riêng (Durio zibethinus Murr, durian),
- dưa hấu (Citrullus vulgaris Schrad. = Citrillus lanatus (Thunb.) Mats. et Nak., water melon)
- chôm chôm (Nephelium lappaceum L. = Euphoria nephelium DC. = Dimocarpus crinita Lour. Rambutan),
- đu đủ,
- bơ,
- nho,
- roi (mận miền nam Việt Nam),
- mơ,
- mít (mít ta Artocarpus integrifolia L. = A. heterophyllus Lamk., jackfruit;
- mít tố nữ: Artocarpus champeden (Lour.) Spreng. = Artocarpus integer (Thunb.) Merr., champedak, cempedak.),
- thanh long (Hylocereus undatus (Haw.) Britt. et Rose Dragon fruit).
- măng cụt (Garcinia mangostana L., Mangosteen),
- ổi (Psidium guajava L),
- khế (Averrhoa carambola L., Star fruit, carambola, phân biệt với cây khế Tàu Averrhoa bilimbi L., Bilimbi),
- Sa kê (Artocarpus communis J.R. & G. Frorst. = A. altilis (Park.) Fosb, Breadfruit),
- sơ ri (Malpighia glabra L., Barbados cherry, Acerola),
- vú sữa (Chrysophyllum cainito L., Star apple, Cainito),
- sung (= cây sung ngọt, Ficus carica L., Fig),
- dưa lê (Cucumis melo L., Cantaloup),
- dưa gang tây (Passiflora quadrangularis L., Giant granadilla),
- hồng quân (Flacourtia cataphracta Roxb.= Fl. Jangomas (Lour.)
- Raeusch, coffee plum, Indian plum,
- Manila cherry, Paniala, Puneala plum; phân biệt với bồ quân rừng Flacourtia rukam Zoll. et Moritzi, Rukam, Indian plum, Indian prune.),
- lê,
- me (Tamarindus indica L., Tamarind),
- trám (cây cà na = trám trắng Canarium album L. Raeusch ex DC., chinese olive).
- hồng xiêm hay Sapôchê (Manilkara achras (Mill.) Fosb. = Achras zapota L., Sapodilla, Naseberry, Nispero, Sapote).

Một số loài cây ăn quả hiếm (rare fruits) được trồng rải rác quanh vườn hộ, hay còn ở trạng thái hoang dã hay bán hoang dã tuy cũng quan trọng tại một số khu vực nhưng sản lượng nhỏ, được gộp chung vào mục cây ăn quả khác trong thống kê của FAO, như: 
- lêkima (lucuma, trứng gà, Pouteria sapota (Jacq.) Moore & Stearn = Lucuma mammosa Geartn. Canistel, yellow sapote.),
- cóc (Spondias cytherea Sonn. = Spondias dulcis Soland. ex. Park., ambarella, otaheite apple, hog plum, golden apple),
- bòn bon (Lansium domesticum Hiern. var. langsat Jack., Langsat),
- cây xoay (= nhung Dialium cochinchinensis Pierre, velvet tamarind),
- nhót (Elaeagnus latifolia non L., Hook. f., Bastard oleaster, Autumn olive),
- dâu gia (Baccaurea ramiflora Lour.= Baccaurea sapida Muell. Arg., rambai = burmese grape),
- chùm ruột (Phyllanthus acidus L. Skeels, otaheite gooseberry),
- chùm ruột núi (Phyllanthus emblica L., Indian gooseberry, emblic myrobalan, Amla),
- chòi mòi (Antidesma bunius (L.) Spreng, bignay),
- Dẻ Trùng Khánh (Castanea mollissima Bl., chinese chestnut)
- Dẻ Bắc Giang (Castanopsis boisii Hick. & Cam),
- cây óc chó (= hồ đào Julans regia L., Persean walnut, Eurasian walnut),
- Cây dâu bàu đen (Morus nigra L., Black mulberry),
- lạc tiên, hồng bì, dừa nước (Nipa fruticans Wurbm., Nipa palm),
- salak (Salacca edulis Reinw., Salak palm, Snake fruit, Snake palm, Snake-skinned fruit),
- chùm bao, chanh dây (Passiflora edulis Sims. var. flavicarpa, Passion fruit, Granadilla),
- Cây lựu (Punica granatum L., Pomegranate),
- sơn trà nhật (Eriobotrya japonica (Thunb.) Lindl., Loquat),

Ngoài các họ kể trên, các nước Đông Nam Á còn nhiều loài thực vật có quả ăn được, ở tình trạng hoang dã, trồng lẻ tẻ hay trồng với các mục đích khác như cây trứng cá (lấy bóng mát), cây me keo (hàng rào), ô môi, mấm (bầu nâu, quách) (Aegle marmelos Correa), chòi mòi (Antidesma bunius Spreng), vv…khó có thể liệt kê hết được. Điều này chứng tỏ sự phong phú về chủng loại quả trong khu vực.
Cách phân nhóm cây ăn quả (chính, đặc sản, hiếm) chỉ mang tính tương đối vì nó tùy thuộc từng nước. Chẳng hạn sầu riêng là một loại quả nhỏ, nhưng thực ra sản lượng không nhỏ đối với Thái Lan với sản lượng có lúc gần 1 triệu tấn, tương tự như mít đối với Indonesia, vậy ở các nước ấy chúng trở thành cây ăn quả chính. Những loại quả này do tiêu thụ hẹp tại địa phương, ít khi vào thị trường quốc tế nên nhiều người châu Âu chưa hề biết đến thì nó là loại quả hiếm đối với họ. Trong chiến lược phát triển cây ăn quả thường dựa vào quả truyền thống và quả đặc sản. Phát triển quả đặc sản ít bị cạnh tranh hơn. Đó cũng là chiến lược của Thái Lan khi trở thành nước hàng đầu về cây dứa (quả truyền thống), hay Philippines (hàng đầu về cây chuối), đồng thời Thái Lan lại nổi tiếng với các quả đặc sản như bòn bon, nhãn, sầu riêng…

## Sản xuất quả ở các nước ASEAN
Bốn nước có diện tích cây ăn quả lớn của vùng Đông Nam Á là: Indonesia, Thái Lan, Philippines và Việt Nam.
Indonesia: Năm loại quả chính của Indonesia là chuối, cam, xoài, sầu riêng, măng cụt. Năm 2004, sản lượng các loại quả chính của nước này đạt 14,34 triệu tấn. Năm 2005, Indonesia đã đạt 5,17 triệu tấn chuối (8% sản lượng chuối toàn cầu), 2,20 triệu tấn cam, 1,41 triệu tấn xoài và 0,56 triệu tấn sầu riêng (Bộ Nông nghiệp Indonesia 2006).
Thái Lan: Bảy loại quả chính của Thái Lan là chuối, dứa, xoài, nhãn, sầu riêng, chôm chôm, măng cụt. Năm 2005, sản lượng các loại quả chính của Thái đạt 6,70 triệu tấn, xuất khẩu trên 1 triệu tấn thu về trên 800 triệu đô la. Trong đó, chuối có 139 nghìn ha sản lượng 1,80 triệu tấn (đứng thứ ba ở Đông Nam Á sau Philippines và Indonesia); dứa có 96 nghìn ha sản lượng 2,2 triệu tấn (đứng đầu thế giới); xoài có 316 nghìn ha, sản lượng trên 2,0 triệu tấn (đứng thứ ba trên thế giới sau Ấn Độ và Trung Quốc); nhãn có 153 nghìn ha, sản lượng 706 nghìn tấn và xuất khẩu 242 nghìn tấn; sầu riêng có 132 nghìn, sản lượng 640 nghìn tấn (đứng đầu thế giới); chôm chôm có 84 nghìn ha, sản lượng 517 nghìn tấn, xuất khẩu được 67 nghìn tấn; măng cụt có 67 nghìn ha, sản lượng 207 nghìn tấn (đứng đầu thế giới); bưởi có 31 nghìn ha, sản lượng 277 nghìn tấn (Narong Chomchalow, Songpol Somsri và Prempree Na Songkhla, 2007).
Philippines: Ba loại quả chính của Philippines là chuối, dứa, xoài. Năm 2005, diện tích chuối thu hoạch của nước này là 400 nghìn ha, sản lượng 5,50 triệu tấn (8% sản lượng chuối toàn cầu, đứng thứ tư sau Ấn Độ chiếm 24%, Ecuador chiếm 9% và Brasil 9%). Năm 2006, sản lượng chuối, dứa, xoài của Philippines đạt tương ứng là 6,80 triệu tấn chuối, 1,834 triệu tấn dứa, 918 nghìn tấn xoài. Theo Arthur C. Yap (2007), Philippines đã xuất khẩu quả năm 2006 lên tới 700 triệu đô la Mỹ và đang có dự án cải thiện chất lượng quả nhằm đáp ứng mục tiêu yêu cầu vệ sinh của trái cây xuất khẩu.
Việt Nam Những loại cây ăn quả có diện tích lớn ở Việt Nam là chuối, cam quýt bưởi, xoài, dứa, sầu riêng, chôm chôm, vải, nhãn, thanh long. Diện tích cây ăn quả của Việt Nam đã tăng từ 346 nghìn ha (1995) đến 767 nghìn ha (2006) đến 775 nghìn ha (2007), sản lượng khoảng 7 triệu tấn. Năm 2007 xuất khẩu rau quả của Việt Nam ước đạt 300 triệu đô la (Đinh Trung Kiên, 2008). Chuối hiện có diện tích khoảng 100.000 ha với sản lượng 1,2 triệu tấn. Cam quýt có diện tích cam gần 80 nghìn ha với sản lượng 523 nghìn tấn. Xoài có diện tích khoảng 75 nghìn ha, sản lượng 337nghìn tấn. Nhãn đạt được trên 70 nghìn ha với sản lượng 481 nghìn tấn.Dứa hiện có diện tích khoảng 40 nghìn ha với sản lượng ước 400 nghìn tấn. Chôm chôm phát triển ở vùng Nam Bộ với diện tích gần 22 nghìn ha, sản lượng 358 nghìn tấn. Sầu riêng được mở rộng ở Đông Nam Bộ và Tây Nguyên với diện tích thu hoạch khoảng 17 nghìn ha, sản lượng 87 nghìn tấn. Thanh long đã mở rộng và trồng khá tập trung tại Bình Thuận, Long An, Tiền Giang với diện tích trên 9 nghìn ha. Ngoài các loại quả nhiệt đới, một số loại quả cận nhiệt đới cũng đã được phát triển ở các tỉnh phía Bắc như vải, hồng, mận, táo, lê. 
Những nước khác trong khối Asean như Malaysia, Căm pu chia, Lào, Brunei và Đông Timor có diện tích trồng cây ăn quả không nhiều. Malaysia là nhà sản xuất cây cọ dầu lớn nhất thế giới. Diện tích cây ăn quả giảm dần do giá nhân công cao và do sự công nghiệp hóa. Ở Căm pu chia, các loại quả chính là chuối, xoài, cam, mít, sầu riêng với diện tích ước 36.700 ha, sản lượng khoảng 200 ngàn tấn (CIRAD, 2000). Myanmar có nhiều diện tích cây ăn quả nhưng tình trạng cấm vận kéo dài đã đẩy lùi nền kinh tế nước này và số liệu thống kê rất hạn chế. Lào, Brunei, Đông Timor do diện tích ít nên sản lượng trái cây không nhiều.

## Cây ăn quả trong ngôn ngữ và văn hoá Việt
- "Ăn quả nhớ kẻ trồng cây" là câu thành ngữ của văn hoá Việt, thể hiện đạo lý của người Việt.
- Ăn cây nào, rào cây nấy
- Ăn cây táo rào cây sung